# 黒山 (堺市)
黒山（くろやま）は、大阪府堺市美原区にある町名。丁番を持たない単独町名である。住居表示は未実施。

## 地理
美原区の中央部に位置し、東に小平尾と多治井、西に北余部と太井、南に阿弥、北に大保と接している。

## 世帯数と人口
2020年（令和2年）3月31日現在（堺市発表）の世帯数と人口は以下の通りである。
| 町丁 | 世帯数  | 人口    |
| ---- | ------- | ------- |
| 黒山 | 625世帯 | 1,385人 |

### 人口の変遷
国勢調査による人口の推移。
| 2005年（平成17年） | 1,553人 | [ 6 ] |  |
| 2010年（平成22年） | 1,514人 | [ 7 ] |  |
| 2015年（平成27年） | 1,484人 | [ 8 ] |  |

### 世帯数の変遷
国勢調査による世帯数の推移。
| 2005年（平成17年） | 502世帯 | [ 6 ] |  |
| 2010年（平成22年） | 538世帯 | [ 7 ] |  |
| 2015年（平成27年） | 549世帯 | [ 8 ] |  |

## 学区
市立小・中学校に通う場合、学区は以下の通りとなる。
| 区域・番地等               | 小学校             | 中学校           |
| -------------------------- | ------------------ | ---------------- |
| 府道泉大津美原線以南の区域 | 堺市立黒山小学校   | 堺市立美原中学校 |
| その他                     | 堺市立美原北小学校 | 堺市立美原中学校 |

## 事業所
2016年（平成28年）現在の経済センサス調査による事業所数と従業員数は以下の通りである。
| 町丁 | 事業所数  | 従業員数 |
| ---- | --------- | -------- |
| 黒山 | 179事業所 | 2,682人  |

## 交通
- 国道309号
- 大阪府道35号堺富田林線
- 大阪府道190号西藤井寺線

## 施設
- 堺市美原区役所
- 美原郵便局
- 美原黒山郵便局[12]
- 堺市立みはら歴史博物館[13]

## 史跡
- 黒姫山古墳

## その他

### 日本郵便
- 郵便番号 : 587-0002[3]（集配局：美原郵便局[14]）。